# Ярославна, королева Франции

Титры фильма

«Ярославна, королева Франции» — советский широкоформатный художественный фильм режиссёра Игоря Масленникова, снятый по мотивам исторического романа Антонина Ладинского «Анна Ярославна — королева Франции» (впрочем, без указания на литературный первоисточник в титрах).

## Сюжет
Действие происходит в 1048 году на Руси и в Центральной Европе. В Киев прибывают послы короля Франции Генриха I просить у князя Ярослава Мудрого руки его младшей дочери Анны.
В сопровождении послов, русских и французских воинов Анна Ярославна, будущая французская королева, отправляется в путь.
В ходе путешествия происходит много приключений, связанных с варягами, поляками, византийцами. Анна Ярославна подвергается многим опасностям, но достигает Франции, сопровождаемая только одним телохранителем (Златом) — другие либо погибли, либо, как французские воины, — сбежали.

## В ролях
- Кирилл Лавров — Великий князь Ярослав Мудрый
- Елена Коренева — Анна Ярославна, дочь Ярослава
- Виктор Евграфов — Даниил, монах-книжник
- Ханна Микуць — Янка
- Николай Караченцов — Злат
- Сергей Мартинсон — епископ Роже
- Василий Ливанов — Бенедиктус
- Владимир Изотов — Ромуальд
- Игорь Дмитриев — Халцедоний
- Армен Джигарханян — митрополит Феопемпт
- Веслав Голас — польский князь Казимир
- Божена Дыкель — польская княгиня Доброгнева, тётя Анны (единокровная сестра Ярослава)
- Александр Суснин — ярл Рагнвальд
- Марек Довмунт — Чёрный рыцарь
- Георгий Тейх

## Пробы на роли
- На роль Даниила пробовался Сергей Шакуров.
- На роль Ромуальда — Олег Янковский и Виталий Баганов.
- На роль Халцедония — Николай Караченцов.

## Съёмочная группа
- Режиссёр: Игорь Масленников
- Оператор: Валерий Федосов
- Сценарист: Владимир Валуцкий
- Художник: Евгений Гуков
- Художник по костюмам: Наталья Васильева
- Композитор: Владимир Дашкевич
- Звукооператоры: Ася Зверева, Борис Андреев
- Текст песен: Ю. Михайлов (Юлий Ким)

## Съёмки
Съёмки фильма проходили осенью 1977 года и были завершены в начале зимы 1978 года.